# Odonus
Odonus is een monotypisch geslacht van straalvinnige vissen uit de familie van trekkervissen (Balistidae). Het geslacht is voor het eerst wetenschappelijk beschreven in 1848 door Gistl.

## Soort
- Odonus niger (Rüppell, 1836) – Roodtandtrekkervis